# Barbus olivaceus
Barbus olivaceus är en fiskart som beskrevs av Seegers, 1996. Barbus olivaceus ingår i släktet Barbus och familjen karpfiskar. IUCN kategoriserar arten globalt som livskraftig. Inga underarter finns listade.